# Ferran Pedret
Ferran Pedret Santos (Barcelona, 18 de agosto de 1979) es un abogado, político y escritor español, diputado en el Parlamento de Cataluña en la décima, undécima y duodécima legislaturas.

## Biografía
Creció en el seno de una familia de tradición política ligada al PSC-PSOE. Su padre es el abogado y político Jordi Pedret, quien fue diputado en el Congreso durante veintiún años; su madre, la también abogada Lídia Santos, fue diputada en el Parlamento de Cataluña durante siete años.
Pedret se licenció en Derecho en 2002 por la Universidad Autónoma de Barcelona. Posteriormente obtuvo un posgrado por la Universidad de Barcelona. Ha ejercido como abogado por cuenta propia y ha trabajado como secretario del ayuntamiento de Cervelló y como técnico de la administración en el de San Sadurní de Noya. 
Militante de la Joventut Socialista de Catalunya desde 1993, fue primer secretario de Barcelona durante el período 1997-2004. También ha sido miembro de la Asociación de Jóvenes Estudiantes de Cataluña, de Avalot-Joves de la UGT de Cataluña. A la vez milita en el Partido de los Socialistas de Cataluña (PSC), del que  fue secretario de organización de la sección del Distrito del Ensanche de 2004 a 2012, primer secretario de la sección de Barcelona desde 2014 y secretario de movimientos sociales del PSC desde 2012.
Fue elegido diputado por primera vez en las elecciones al Parlamento de Cataluña de 2012. Ha sido portavoz del grupo parlamentario socialista en la Comisión de Interior y en la Comisión de Justicia y Derechos Humanos. Fue el número 3 de las listas del PSC por Barcelona a las elecciones en el Parlamento de Cataluña de 2015.
En las elecciones al Parlamento de Cataluña de 2017 fue reelegido nuevamente como diputado autonómico.

## Obras
- Quan succeeix l'inesperat: el 15M i l'esquerra (Barcelona, Edicions Els Llums, 2011)
- Nosaltres, els federalistes. Catalunya a la cruïlla (Barcelona, Edicions Els Llums, 2012).